# Жупанівська сільська рада (Сколівський район)
Жупанівська сільська рада — колишній орган місцевого самоврядування у Сколівському районі Львівської області. Адміністративний центр — село Жупани.

## Загальні відомості
Жупанівська сільська рада утворена в 1939 році. Територією ради протікає річка Стрий.

## Населені пункти
Сільській раді були підпорядковані населені пункти:
- с. Жупани

## Склад ради
Рада складалася з 16 депутатів та голови.

### Керівний склад попередніх скликань
| ПІБ                           | Основні відомості                                                                                     | Дата обрання | Дата звільнення |
| ----------------------------- | --- | ------------ | --------------- |
| Євчинець Володимир Андрійович | Сільський голова, 1962 р.н., освіта середня спеціальна, член Всеукраїнського об'єднання «Батьківщина» | 26.03.2006   | 31.10.2010      |
| Євчинець Володимир Андрійович | Сільський голова, 1962 р.н., освіта середня спеціальна, безпартійний                                  | 31.10.2010   |                 |

Примітка: таблиця складена за даними джерела

## Населення
Згідно з переписом УРСР 1989 року чисельність наявного населення сільської ради становила 944 особи, з яких 464 чоловіки та 480 жінок.
За переписом населення України 2001 року в сільській раді мешкало 986 осіб.

### Мова
Розподіл населення за рідною мовою за даними перепису 2001 року:
| Мова       | Відсоток |
| ---------- | -------- |
| українська | 99,80 %  |
| молдовська | 0,10 %   |
| російська  | 0,10 %   |